# António Mendes de Oliveira
António Mendes de  Oliveira, nascido na freguesia do Vimeiro, Concelho de Alcobaça, em 22 de Setembro de 1927, era um Frade Dominicano. Faleceu em 30 de Outubro de 2006.
Foram seus pais António Caetano de Oliveira e Rosária Maria. Vivendo num ambiente, profundamente cristão, desde novo sentiu o chamamento de Deus, ingressando no noviciado Dominicano que, nessa altura (1946), era em Salamanca, Espanha.
Terminado o noviciado, veio para Portugal, onde professou no dia 8 de Novembro de 1947, com 20 anos de idade. Os superiores pediram-lhe para ir para a [Escola Apostólica, Seminário Dominicano, de Aldeia Nova, freguesia do Olival, Concelho de Ourém, onde exerceu vários cargos. Alguns anos depois, foi para a casa do noviciado que, nessa data era em S. Pedro de Sintra, exercendo o cargo de cozinheiro da Comunidade.
Seguidamente, foi para o Colégio Clenardo, na Rua do Salitre, Lisboa ficando encarregado das crianças da Pré-escola. Finalmente foi para o Convento de Fátima, sendo nomeado administrador Comercial da Livraria Verdade e Vida, e membro do Conselho  administração da mesma Livraria, função que desempenhou entre 1964 e 2005. Quando deixou a Livraria, dedicou-se aos trabalhos dos espaços interiores e exteriores do convento de Fátima.